# 芦浦道
芦浦道（あしうらみち）は、近世に近江国栗太郡を南北に貫いていた東海道の枝道の一つ。大江（現大津市大江3丁目） - 芦浦（現草津市芦浦町）までの約11kmをいう。明治以降県道となり、芦浦街道と呼称される。蘆浦路、瀬田道とも。
「近江国栗太郡村誌」（明治17 - 18年）には広いところで「幅壱間（約182cm）」（御倉村）とある通り、矢橋道や東海道、中山道などの主要街道が三間(545.5cm)前後であるのとくらべると狭く、周辺庶民の生活道であるとともに、芦浦観音寺への参詣道でもあった。近江国・湖南地域には東海道と港を結ぶ東西の枝道が多いが、芦浦道は湖岸に沿った南北の道路であった。
浜街道が整備されにしたがって、その役割を譲っていった。

## 経路（周辺の集落）
大江　→　南大萱　→　新浜　→　矢橋　→　御倉　→　木川　→　上笠　→　下笠　→　穴　→　芦浦

## 周辺の文化財
- 芦浦観音寺（国の史跡）－阿弥陀堂・書院（重要文化財）
- 鞭碕神社　表門が重要文化財
- 石津寺　　本堂が重要文化財